# Pierre Cureau de La Chambre
Pierre Cureau de La Chambre (auch: Abbé de La Chambre) (* 20. Dezember 1640 in Paris; † 15. April 1693 ebenda) war ein französischer römisch-katholischer Geistlicher, Kanzelredner, Literat und Mitglied der Académie française.

## Leben und Werk
Pierre Cureau de La Chambre war der Sohn von Marin Cureau de la Chambre, Leibarzt des Königs, und Bruder des Arztes François de La Chambre (1630–1680). Er war das Patenkind des Kanzlers Pierre Séguier, nach Richelieu Schirmherr der Académie française. Er wuchs zusammen mit Armand du Cambout de Coislin und Pierre du Cambout de Coislin auf. Er machte eine Italienreise und traf mit Bernini und Malvasia zusammen. Er wurde Kleriker und 1666 Kommendatarprior von Notre-Dame-de-Marmande, ferner Kaplan des Staatsrates, eine besonders gut dotierte Funktion. Gleichzeitig frequentierte er den Literatursalon der Madame de Sablé und war mit Jacques Esprit an der Verfertigung der Maximen François de La Rochefoucaulds beteiligt.
Nach dem Tod seines Vaters folgte er ihm 1670 mit der Protektion Séguiers auf dem Sitz Nr. 36 der Académie française nach. Dort hielt er die Reden zur Begrüßung von Philippe Quinault (1670), Jean de La Fontaine (1684) und Nicolas Boileau (1684), ferner die Trauerreden für Pierre Séguier (1672) und für die Königin Marie-Thérèse d’Autriche, Gemahlin Ludwig XIV. Als Panegyriker und Kanzelredner hielt er außerdem Reden und Predigten auf Rosa von Lima (1669), Karl Borromäus (1670),  Bernini (1670), Teresa von Ávila (1678) und Ludwig den Heiligen (1681, 2013 nachgedruckt).
Ab 1678 war er Pfarrer von Saint-Barthélemy in Paris. Während der großen Hungersnot von 1693 verausgabte er sich so sehr im Dienst der Armen, dass er darüber im Alter von 52 Jahren starb. Er wurde in Saint-Eustache beigesetzt.

## Werke
- Panegyrique de S. Louis. Lacour, Nîmes 2013.

## Zitat
La Bruyère über seinen Vorgänger in der Académie française:

„Vous aviez choisi en Mr. l’Abbé de la Chambre un homme si pieux, si tendre, si charitable, si louable par le cœur, qui avoit des mœurs si sages et si chrestiennes, qui estoit si touché de Religion, si attaché à ses devoirs, qu’une de ses moindres qualitez estoit de bien écrire ; de solides vertus qu’on voudroit celebrer, font passer legerement sur son érudition ou sur son éloquence ; on estime encore plus sa vie et sa conduite que ses Ouvrages ; je préfèrerois en effet de prononcer le Discours funebre de celui à qui je succede, plustost que de me borner à un simple éloge de son esprit : le merite en lui n’estoit pas une chose acquise, mais un patrimoine, un bien héréditaire, si du moins il en faut en juger par le choix de celui qui avoit livré son cœur, sa confiance, toute sa personne à cette famille, qui l’avoit renduë comme vostre alliée, puisqu’on veut dire qu’il l’avoit adoptée, et qu’il l’avoit mise avec l’Académie Françoise fous sa protection. Je parle du Chancelier Seguier.
(Mit dem Abbé de la Chambre haben Sie einen so frommen, zarten und mIldtätigen Mann gewählt, mit einem so lobenswerten Herzen, mit so weisen und christlichen Sitten, der so sehr von der Religion berührt war, so pflichtbewusst, dass das schöne Schreiben zu seinen unbedeutenderen Qualitäten zählte; seine festen, rühmenswerten Tugenden stellen seine Gelehrtheit und seine Eloquenz in den Hintergrund; mehr noch als sein veröffentlichtes Werk sind sein Leben und seine Lebensführung schätzenswert; statt mich auf ein einfaches Lob seines Intellekts zu beschränken, würde ich meinem Vorgänger lieber eine ganze Leichenrede halten; Verdienst war bei ihm etwas, was er nicht dazugewonnen hatte, sondern etwas Überkommenes, ein Erbgut, jedenfalls nach dem Urteil dessen, der sein Herz, sein Vertrauen, ja seine ganze Person dieser Familie ausgeliefert hatte, der sie zu so etwas wie Ihren Bundesgenossen gemacht und sie gleichsam adoptiert und sie zusammen mit der Académie française unter seinen Schutz genommen hatte. Ich spreche vom Kanzler Séguier.)“

## Nachweise
1. ↑  https://www.academie-francaise.fr/discours-de-reception-de-jean-de-la-bruyere-et-preface

| Personendaten    | Personendaten                                                                                             |
| ---------------- | --- |
| NAME             | Cureau de la Chambre, Pierre                                                                              |
| ALTERNATIVNAMEN  | La Chambre, Abbé de                                                                                       |
| KURZBESCHREIBUNG | französischer römisch-katholischer Geistlicher, Kanzelredner, Literat und Mitglied der Académie française |
| GEBURTSDATUM     | 20. Dezember 1640                                                                                         |
| GEBURTSORT       | Paris |
| STERBEDATUM      | 15. April 1693                                                                                            |
| STERBEORT        | Paris |